# Кемуєшть
Кемуєшть, Кемуєшті (рум. Cămuiești) — село у повіті Горж в Румунії. Входить до складу комуни Глогова.
Село розташоване на відстані 259 км на захід від Бухареста, 31 км на захід від Тиргу-Жіу, 100 км на північний захід від Крайови.

## Населення
За даними перепису населення 2002 року у селі проживали 223 особи, усі — румуни. Усі жителі села рідною мовою назвали румунську.